# Você já Imaginou?
Você já Imaginou? é um álbum de estúdio do cantor brasileiro Mattos Nascimento, lançado em 2000[carece de fontes?] pela BlindorGospel.

## Faixas
1. "Você já imaginou?" (Mattos Nascimento) – 4:04
2. "Quem pode ver?" (Mattos Nascimento) – 3:22
3. "Descanso e prazer" (Mattos Nascimento) – 4:46
4. "Algemas caíram" (Mattos Nascimento) – 4:01
5. "Sangue inocente" (Mattos Nascimento) – 4:47
6. "Achei a vida em Jesus" (Mattos Nascimento) – 3:08
7. "Jesus vem" (Mattos Nascimento) – 3:35
8. "Quando desce o Espírito Santo" (Mattos Nascimento) – 3:32

## Créditos
- Produção Executiva: Rio Quadra Música Gravação e Produções Ltda.
- Direção Geral: Mattos Nascimento
- Produção Interativa: Ronaldo Malta
- Mixagem: Mattos Nascimento, Leno di Matos, Ronaldo Malta, Tuca Nascimento e Pedro Braconnot
- Gravação Digital: Papi e Mega Studio
- Arranjos e Regência: Leno di Matos e Tuca Nascimento
- Teclados e Acordeon: Leno di Matos
- Baixo: Marcelo Nascimento e Marcus Salles
- Trumpete: Mattos Nascimento
- Bateria: Claudinho
- Guitarra: Moisés Freitas e Eraldo Taylor
- Cordas: Leno di Matos, Tuca Nascimento e Tutuca Borba
- Vocal: Marquinhos, Marcelo e Noemia Nascimento (Na música "Algemas Caíram": Gisele, Michelle, Rodrigo, Florinha, Douglas, Henrique, Zezê Vinícius (sobrinhos) e Thiago Belo)